# Keyboard Mania
Keyboard Mania je japonská hudební hra inspirovaná hrou na klavír.

## Princip hry
K hraní Keyboard Mania (zkráceně KM) hráč potřebuje klávesy (USB periferie). Jedny klávesy musí mít rozsah dvou oktáv.
Ve spodní části obrazovky se nachází obrázek kláves, který je přeškrtnutý červenou čárou, která bliká do rytmu. Z horní části obrazovky budou padat 'noty' směrem dolu k červené čáře. Pro černé klávesy platí kratší čárky padající po čáře a pro bílé klávesy platí ty podlouhlejší padající ve sloupcích. Hráčovým úkolem je stisknout danou klávesu, když se nota překryje s čárou.

## Módy a obtížnosti
KM můžete hrát na dvě oktávy (mód Single) nebo na čtyři (Double Play). Každý z obou módů má dvě obtížnosti.
- Real: Skladba má původní notový zápis.
- Normal: Zjednodušená verze skladby.

## Hodnocení
Každá nota je vyhodnocena buď na Great, Good nebo Miss. Hodnocení je od SS (AA) do G.